# لول یورپ
لول یورپ (انگلیسی: Level Europe) شرکت هواپیمایی اتریشی است، که در سال ۲۰۱۷ تأسیس شد.